# Evgeni Pachukanis
Evguiéni Bronislávovitch Pachukanis, também grafado Eugênio Pasukanis, em russo Евгений Брониславович Пашуканис, (Staritsa, 23 de fevereiro de 1891 — Moscou, 4 de setembro de 1937) foi um jurista soviético, membro do Partido Bolchevique, ainda hoje considerado o mais proeminente teórico marxista no campo do direito.

## Biografia
Estudou na Universidade de São Petersburgo e na Universidade de Munique. Participou das atividades do Partido Bolchevique desde 1912, filiou-se oficialmente em 1918 e ocupou diversos cargos no governo da Revolução de Outubro de 1917, culminando com os de vice-comissário do Povo para a Justiça (enquanto Piotr Stutchka era o comissário), de diretor do Instituto de Construção Soviética e Direito e de vice-presidente da Academia Comunista.
Em 1924, Pachukanis publica a primeira edição de sua mais importante obra, A teoria geral do direito e o marxismo (que teve ainda uma segunda edição em 1926 e uma terceira em 1927). Nos anos seguintes, publica várias outras obras, dentre as quais se destacam Um exame da literatura sobre a teoria geral do direito e do Estado, de 1925;  A teoria marxista do direito e a construção do socialismo, de 1927; O aparato de Estado soviético na luta contra o burocratismo, de 1929; Estado e regulação jurídica, de 1929, além de esboços de código penal, elaborados em conjunto com Nikolai Krylenko entre 1927 e 1935.

## Consagração
Pachukanis foi um dos líderes da escola dos juristas marxistas soviéticos dos anos de 1920, da qual também fizeram parte Stutchka e Krylenko. A concepção de Pachukanis cobriu todo o espaço de teoria jurídica na União Soviética, tornou-se a explicação dominante da forma jurídica e Pachukanis se consolidou como o mais proeminente jurista soviético daquela década. Em sua obra procurou desenvolver no campo jurídico as indicações de Karl Marx, tanto no que tange à concepção da forma jurídica, quanto no que tange ao método de abordagem teórica, no que concluiu que o direito é uma forma burguesa que atinge o máximo de seu desenvolvimento no capitalismo e que deve ser extinta quando da superação deste modo de produção.

## Perseguição
A partir de 1930, com a ascensão de Stálin, o pensamento de Pachukanis passa a ser altamente conflitante com a linha política seguida pelo governo soviético. Pachukanis é então forçado a iniciar um longo processo de negação e de “autocorreção” de sua teoria, ao qual pertencem obras como Curso de direito econômico soviético, de 1935, e Estado e direito no socialismo, de 1936. Mas este processo não foi simples: Pachukanis insistiu ainda por algum tempo em vários dos pontos-chave de sua teoria, recaindo em contradições provavelmente propositais, enquanto o governo de Stalin endurecia cada vez mais a perseguição contra os dissidentes.

## Execução e reabilitação
Pachukanis é preso em 20 de janeiro e condenado em 4 de setembro de 1937. Declarado "inimigo do povo", acaba executado ainda em 1937 (data incerta). A teoria jurídica soviética passa a ser dominada por Andrei Vichinsky, reprodutor da linha de Stalin de reforço do Estado no campo do direito. A obra de Pachukanis é então renegada e “proibida” até que em 1956, após a morte de Stálin, é “reabilitada” e volta ser objeto de estudo entre os juristas soviéticos.

## Obras principais
- A teoria geral do direito e o marxismo (1924)
- "Um exame da literatura sobre a teoria geral do direito e do Estado" (1925)
- “Para uma caracterização da ditadura fascista” (1926)
- "Fascismo" (1927, verbete escrito para a Enciclopédia do Estado e do direito)
- "A teoria marxista do direito e a construção do socialismo", de 1927
- "O aparato de Estado soviético na luta contra o burocratismo" (1929)
- "Estado e regulação jurídica" (1929)
- “A crise do capitalismo e as teorias fascistas do Estado” (1931)
- “Como os sociais-fascistas falsificaram os sovietes na Alemanha” (1933)